# 天上明月
《天上明月》（羅馬化：Bulan Loi Luean，又作：泰語：，羅馬化：Bulan Luean Loi Fa）是暹羅国歌暨王室頌歌，也是泰国（暹羅）歷史上的第二部國歌。《天上明月》的詞曲均由暹羅國王拉玛二世創作，於1871年另譜西式曲調後取代《吾王萬壽無疆》為國歌暨王室頌歌，於1888年由現王室頌歌《頌聖歌》取代。

## 歷史
根據傳說，時任暹羅國王拉瑪二世在某夜夢中看到月亮向他飄來，然後聽到美妙的音樂，然後月亮又逐漸離開他、音樂聲逐漸變小，當音樂聲完全停止時，拉瑪二世隨即醒來。醒來後，拉瑪二世彈奏了夢中聽到的音樂，並讓宮廷樂師整理並記住了該樂曲，亦即《天上明月》。
1871年，時任暹羅國王拉玛五世出訪新加坡（其時屬英國海峡殖民地）與爪哇岛（其時屬荷屬東印度）後意識到國歌有表示自身為獨立主權國家的重要性，因此在回鑾恭貼瑪哈納空（曼谷）後隨即命琅巴迪拜羅、帕亞沙諾杜里揚與克魯姆爾格（ครูมรกต）三位宮廷樂師各推薦一首適合作為暹羅國歌的歌曲，以取代與英国國歌《天佑吾皇》（或《天佑女王》）同調的《吾王萬壽無疆》。三人不約而同地推薦由先王拉瑪二世創作的《天上明月》，惟拉瑪五世仍對《天上明月》的曲調不滿意，因此又命荷兰皇家軍隊樂師赫岑（Heutsen）為《天上明月》重譜西式曲調，並在此後以《天上明月》取代《吾王萬壽無疆》為暹羅國歌。
1888年，《頌聖歌》取代《天上明月》為暹羅國歌暨王室頌歌。

## 歌詞
| 阿瑜陀耶語（泰語）原詞 |
| ---------------------- |
|                        |